# Список англійських імен
Список англійських імен
Olivis 
Олівіс 

## A
- Aaron — Арон (бібл. Аарон)
- Abraham — Абрахам
- Ada — Ада
- Adalbert — Адальберт
- Adam — Адам
- Adela — Адела
- Adeline — Аделіна, Аделайн
- Adolf — Адольф
- Adrian — Адріан
- Adriane — Адріана
- Agatha — Аґата
- Agnes — Аґнес
- Alan — Алан
- Alban — Албан
- Albert — Альберт
- Alen — Ален
- Alex — Алекс
- Alexander — Александер
- Alexandra — Александра
- Alexis — Алексіс
- Alfred — Альфред
- Alice — Аліса, Еліс
- Alicia — Алісія, Еліша
- Alison — Алісон
- Alistair — Алістер
- Allan — Аллан
- Allen — Аллен
- Alvin — Алвін, Елвін
- Alvina — Елвіна
- Alwin — Олвін
- Amanda — Аманда
- Amberly — Емберлі
- Ambros — Амброс
- Amelie — Амелія
- Amice — Еміс
- Amos — Амос, Еймос
- Amy — Емі
- Anabel — Анабель
- Andrew — Ендрю
- Andy — Енді
- Angela — Анджела
- Angelika — Анджеліка
- Anna — Анна
- Annabel — Аннабель
- Anselm — Ансельм
- Anstruther — Анструтер
- Anthony, Antony — Ентоні
- Antony — Антон
- Antonia — Антонія
- April — Ейпріл
- Arabella — Арабелла
- Archibald — Арчибальд
- Ariadne — Аріадна
- Aristide — Арістід
- Aristotle — Арістотель
- Arlen — Арлен
- Arlene — Арлін
- Arnold — Арнольд
- Aron — Арон
- Arthur — Артур
- Asher — Ашер
- Ashley — Ешлі
- Aston — Астон
- Aubrey — Обрі
- Audrey — Одрі
- August — Огаст, Август
- Augusta — Августа
- Aurelia — Аврелія
- Austin — Остін
- Ava — Ава

## B
- Badger — Баджер
- Baldwin — Болдвін
- Balthasar — Балтазар
- Baptist — Баптист
- Barbara — Барбара
- Barbi — Барбі
- Barnabas — Барнаба
- Barry — Баррі
- Bartholomew — Бартолом'ю
- Barton — Бартон
- Basil — Базіл
- Bathsheba — Батшеба
- Baxter — Бакстер
- Bailey -Бейлі
- Baylis — Бейліс
- Beatrice — Беатріс
- Belinda — Белінда
- Benedict — Бенедикт
- Benjamin — Бенджамін
- Bennet — Беннет
- Benny — Бенні
- Bentley -Бентлі
- Berenice (Bernice) — Берніція (Вероніка)
- Bernard — Бернард
- Berney — Берні
- Bert — Берт
- Bertha — Берта
- Berti — Берті
- Bertram — Бертрам
- Beryl — Беріл
- Betty — Бетті
- Beverley — Беверлі
- Blanche — Бланш
- Bonnie — Бонні
- Brenda — Бренда
- Brendan — Брендан
- Brian — Браян
- Bridget — Бріджет
- Britney — Брітні
- Bruce — Брюс
- Bruno — Бруно
- Bryan — Браян
- Buddy — Бадді
- Bat;- Бет

## C
- Caitlin — Кейтлін
- Calista — Каліста
- Calvin — Калвін
- Cameron — Камерон
- Camilla — Камілла
- Caren — Карен
- Carey — Кері
- Carl — Карл
- Carol — Керол
- Carolina — Кароліна
- Carry — Керрі
- Carson — Карсон
- Caspar — Каспер
- Cassius — Кассіус
- Catherine — Кетрін (Катерина)
- Cathie — Кеті
- Cecilia — Цецилія
- Celia — Селія
- Charles — Чарльз
- Charlotte — Шарлотт
- Chelsea -Челсі
- Cheryl — Черіл
- Chloe — Хлоя
- Chris — Кріс
- Christa — Кріста
- Christella — Крістелла
- Christian — Крістіан
- Christiana — Крістіана
- Christopher — Крістофер
- Christy — Крісті
- Chuck — Чак
- Cindy — Сінді
- Clara — Клара
- Clarence — Кларенс
- Clarissa — Кларісса
- Clark — Кларк
- Claudia — Клавдія
- Claudius — Клодьюс
- Claus — Клаус
- Clemence — Клеменс
- Clementine — Клементіна
- Cleopatra — Клеопатра
- Cliff — Кліф
- Clint — Клінт
- Clyde — Клайд
- Colin — Колін
- Conrad — Конрад
- Constantin — Константін
- Constance — Констанс
- Cora — Кора
- Cordelia — Корделія
- Corine — Корін
- Cornelia — Корнелія
- Cornelius — Корнеліус
- Cosmo — Козмо
- Courtney -Кортні
- Cynthia — Синтія
- Cyril — Сиріл

## D
- Daisy — Дейзі
- Dale — Дейл
- Damian — Дем'ян
- Dana — Дана
- Daniel — Даніел, Даниїл
- Daniela — Даніела
- Daphne — Дафна
- Darlene — Дарлін
- David — Девід
- Deborah — Дебора
- Delia — Делія
- Denis — Деніс
- Derek — Дерек
- Derrick — Деррік
- Diamond — Даймонд
- Diana — Діана
- Dinah — Дайна
- Dominic — Домінік
- Donald — Дональд
- Dora — Дора
- Doreen — Дорін
- Dorian — Доріан
- Dorothy — Дороті
- Dougal — Дуґал
- Douglas — Дуґлас
- Drake —Дрейк
- Dwight — Дуайт

## E
- Eadmund — Едмунд
- Easter — Істер
- Ebenezer — Ебенезер
- Eddy — Едді
- Eden — Іден
- Edgar — Едґар
- Edith — Едіт
- Edmund — Едмунд
- Edward — Едвард
- Edwin — Едвін
- Edwina — Едвіна
- Egbert — Еґберт
- Eileen — Ейлін
- Elaine — Елейн
- Eldred — Елдред
- Eleanor — Елеанор
- Eleazar — Елеазар
- Elenora — Елінора
- Elfrieda — Елфріда
- Eli — Ілай
- Elias — Еліас
- Eliot — Еліот
- Elisa — Еліса
- Elisabeth — Елізабет
- Elizabeth — Елізабет
- Ella — Елла
- Ellen — Еллен
- Ellis — Елліс
- Elmer — Елмер
- Elroy — Елрой
- Elsa — Елса
- Elton — Елтон
- Elwin — Елвін
- Emily — Емілі
- Emma — Емма
- Emmanuel — Еммануїл
- Emmeline — Еммелін
- Emmerich — Еммерік
- Emmi — Еммі
- Enoch — Енох
- Eric — Ерік
- Erik — Ерік
- Erika — Еріка
- Erin — Ерін
- Ernest — Ернест
- Ernestine — Ернестіна
- Erwin — Ервін
- Esmee — Есмі
- Esther — Естер
- Ethel — Етель
- Eugene — Юджин
- Eunice — Юніс
- Eva — Ева
- Evan — Еван
- Evangeline — Еванджелін
- Evelina — Евеліна
- Ezra — Езра (Ездра)

## F
- Fabian — Фабіан
- Faith — Фейт
- Fairfax — Ферфакс
- Falcon — Фалкон
- Fannie — Фанні
- Felicia — Фелісія
- Felix — Фелікс
- Ferdinand — Фердінанд
- Flora — Флора
- Florence — Флоренс
- Ford — Форд
- Frances — Френсіс, Франс (ж)
- Francis — Френсіс, Франциск
- Frank — Френк
- Fred — Фред
- Frederica — Фредеріка
- Frederick — Фредерік
- Frieda — Фріда

## G
- Gabriel — Ґабрієль
- Gabriella — Ґабрієла
- Gareth — Ґарет
- Garry — Ґаррі
- Gavin — Ґевін
- Geddes — Ґеддес
- Gedeon — Ґедеон
- Geoffrey — Джеффрі
- George — Джордж
- Georgia — Джорджія
- Gerald — Джералд
- Gerard — Джерард
- Gerda — Ґерда
- Germine — Ґерміна
- Gerry — Ґеррі
- Gertie — Ґерті
- Gertrude — Ґертруда
- Gervase — Джервас
- Gia — Джія
- Gideon — Ґідеон
- Gilbert — Ґілберт
- Giles — Джайлс
- Ginger — Джинджер
- Ginnie — Джинні
- Gladys — Ґледіс
- Glenn — Ґлен
- Gloria — Ґлорія
- Godwin — Ґодвін
- Gordon — Ґордон
- Gore — Ґор
- Grace — Ґрейс
- Gregory — Ґреґорі
- Grey — Ґрей
- Griffin — Ґріффін
- Griselda — Ґризельда
- Gui, Guy — Ґай
- Gustav — Ґустав
- Gwen — Ґвен
- Gwendoline — Ґвендолін
- Gyles — Джайлс

## H
- Hank — Генк (Хенк)
- Hanna — Ганна
- Hannibal — Ганнібал
- Hardy — Гарді
- Harold — Гарольд
- Harriet — Гаррієт
- Harry — Гаррі
- Harvey — Гарві (Харві)
- Hawley — Голі (Холі)
- Hector — Гектор
- Helena — Гелена
- Henrietta — Генрієтта
- Henry — Генрі
- Herbert — Герберт
- Hermione — Герміона
- Hetty — Гетті
- Hilary, Hillary — Гілларі
- Hilda — Гільда
- Hiram — Гайрем
- Hollie, Holly — Голлі (Холлі)
- Homer — Гомер
- Hope — Гоуп
- Horace, Horatio — Горацій, Гораціо
- Howard — Говард
- Hubert — Г'юберт
- Hugh — Г'ю
- Hugo — Г'юґо, Гуго (Х'юго)
- Humbert — Гумберт
- Hume — Г'юм, Юм
- Hylda — Гільда

## I
- Ian — Ієн, Аян
- Ida — Айда, Іда
- Idris — Ідріс
- Ignas — Ігнас
- Ignatius — Ігнатій
- Ihor — Ігор
- Ike — Айк
- Ilene — Айлін
- Immanuel — Іммануїл
- Imogen — Імоджен
- Inez — Інез, Інесса
- Ira — Айра
- Irene — Айрін, Ірена
- Iris — Айріс
- Irma — Ірма
- Irwin — Ірвін
- Isaac — Айзек, Ісаак
- Isabel — Ізабел
- Isadora — Айседора, Ісідора
- Isidore — Ізідор
- Ives — Айвес
- Ivor — Айвор

## J
- Jack — Джек
- Jacklyn — Джеклін
- Jacob — Джейкоб
- Jacqueline — Джаклін, Жаклін
- Jade — Джейд
- James — Джеймс
- Jane — Джейн
- Janice — Дженіс
- Jasmine — Джасмін
- Jason — Джейсон
- Jasper — Джаспер
- Jean — Джин
- Jeanna — Джинна, Жанна
- Jeffrey — Джеффрі
- Jennifer — Дженніфер
- Jerald — Джералд
- Jeremy — Джеремі
- Jerome — Джером
- Jesse — Джессі
- Jessica — Джессіка
- Jewell — Джуелл
- Jill — Джилл
- Jim — Джим
- Joachim — Джоаким
- Joan — Джоан
- Job — Джоб
- Jocelyn — Джоселін
- Jody — Джоді
- Joel — Джоел
- John — Джон
- Jolene — Джолін
- Jonas — Джонас
- Jonathan — Джонатан
- Jordan — Джордан
- Joseph — Джозеф
- Josephina — Джозефіна
- Joy — Джой
- Joyce — Джойс
- Judith — Джудіт
- Julia — Джулія
- Julian — Джуліан
- Julius — Джуліус
- June — Джун
- Justin — Джастін
- Justine — Джастін (ж)

## K
- Karen — Карен
- Karin — Каріна
- Karissa — Карісса
- Karl — Карл
- Karolyn — Кароліна
- Kate — Кейт
- Katherine — Катерина, Кетрін
- Kathleen — Кетлін, Кейтлін
- Kayla — Кайла
- Kelly — Келлі
- Kenneth — Кеннет
- Kent — Кент
- Kerry — Керрі
- Kevin — Кевін
- Kimberly — Кімберлі
- Kory — Корі
- Kristal — Крістал
- Kristian — Крістіан
- Kristina — Крістіна
- Kristopher — Крістофер

## L
- Lambert — Ламберт
- Lance — Ланс
- Lancelot — Ланселот
- Larry — Ларрі
- Laura — Лора, Лаура
- Lauren — Лорен
- Laurence — Лоренс
- Laurene — Лорін
- Lavinia — Лавінія
- Leah — Леа, Лія
- Lee — Лі
- Lenora — Ленора
- Leo — Лео
- Leon — Леон
- Leona — Леона
- Leonard — Леонард
- Leopold — Леопольд
- Lesley — Леслі
- Lester — Лестер
- Letitia — Летіша, Летиція
- Lewis — Льюїс
- Lilian — Ліліана
- Lilly — Ліллі
- Linda — Лінда
- Lionel — Лайонел
- Lizbeth — Лізбет
- Lisa — Ліса
- Logan — Лоґан
- Lora — Лора
- Loraine — Лорейн
- Loren — Лорен
- Lotte — Лотта
- Louis — Луїс
- Louisa — Луїза
- Lucas — Лукас
- Lucinda — Люсінда
- Luke — Люк
- Lyn — Лін
- Lynda — Лінда
- Lyndon — Ліндон

## M
- Mabel — Мейбел
- Maddy — Медді
- Madeleine, Madeline — Меделін
- Mae — Мей
- Magdalen — Маґдален
- Maggie — Меґґі
- Magnus — Маґнус
- Malcolm — Малкольм
- Malinda — Мелінда
- Malvina — Мальвіна
- Manfred — Манфред
- Manuel — Мануїл
- Marc — Марк
- Marcel — Марсел
- Marcus — Маркус
- Marcy — Марсі
- Margaret — Марґарет
- Margery — Марджері
- Maria — Марія
- Marian — Меріан
- Marianna — Маріанна
- Marilyn — Мерилін
- Marina — Марина
- Marion — Маріон
- Marjory — Марджорі
- Mark — Марк
- Markus — Маркус
- Marlen — Марлен
- Martha — Марта
- Martin — Мартін
- Mary — Мері
- Maryanne — Мар'янна
- Marylou — Мерілу
- Mathew — Метью
- Mathias — Матіас
- Matilda — Матільда
- Matthew — Меттью
- Maud — Мод
- Maurice — Моріс
- Max — Макс
- Maximillian — Максиміліан
- May — Мей
- Megan — Меґан
- Melanie — Мелані
- Melinda — Мелінда
- Melissa — Мелісса
- Melvyn — Мелвін
- Mercy — Мерсі
- Meredith — Мередіт
- Merilyn — Мерилін
- Merlyn — Мерлін
- Merry — Меррі
- Meryl — Мерил
- Michael — Майкл
- Michelle — Мішел
- Midge — Мідж
- Mildred — Мілдред
- Miles — Майлз
- Millie — Міллі
- Mirabella — Мірабелла
- Miranda — Міранда
- Mollie — Моллі
- Monica — Моніка
- Morgan — Морґан
- Moris — Моріс
- Moses — Мозес
- Muriel — Мюріель
- Myles — Майлз
- Myra — Майра
- Myron — Майрон, Мирон

## N
- Nancy — Ненсі
- Naomi — Наомі
- Natalia — Наталія
- Nathaniel — Натаніель
- Neal, Neil — Ніл
- Nellie — Неллі
- Nero — Ніро
- Nicholas, Nickolas — Ніколас
- Nicky — Нікі
- Nicole — Ніколь
- Nigel — Найджел
- Noah — Ноа, Ной
- Noel — Ноел
- Noemi — Ноемі
- Nora — Нора
- Norbert — Норберт
- Norma — Норма
- Norman — Норман

## O
- Octavia — Октавія
- Odette — Одетта
- Olga — Ольга
- Oliver — Олівер
- Olivia — Олівія
- Omar — Омар
- Ophelia — Офелія
- Osborn — Осборн
- Oscar — Оскар
- Oswald — Освальд
- Oswin — Освін
- Ottilia — Оттілія
- Otto — Отто
- Ottwell — Оттвел
- Owen — Оуен

Olesia — Олеся

## P
- Paddy — Педді
- Pamela — Памела
- Paris — Періс
- Patricia — Патриція
- Patrick — Патрік
- Paul — Пол
- Paula — Пола
- Paulina — Поліна
- Pearl — Перл
- Penelope — Пенелопа
- Penny — Пенні
- Percival — Персиваль
- Percy — Персі
- Peregrine — Переґрін
- Peter — Пітер
- Phebe — Фібі
- Philander — Філандер
- Philip — Філіп
- Philippa — Філіппа
- Phillip — Філліп
- Philomena — Філомена
- Piers — Пірс
- Pollie, Polly — Поллі
- Poppy — Поппі
- Portia — Порша, Порція
- Primrose — Прімроуз
- Priscilla — Прісцилла
- Prosper — Проспер
- Prudence — Пруденс

## Q
- Quentin — Квентін

## R
- Rachel — Рейчел
- Ralf — Ральф
- Ralph — Ральф
- Randall, Randell — Рендел
- Randolf — Рандольф
- Ranulph — Ранульф
- Raphael — Рафаель
- Raymond — Реймонд
- Rayner — Рейнер
- Rebecca — Ребекка
- Red — Ред
- Regina — Реджина
- Reginald — Реджинальд
- Rennie — Ренні
- Reuben — Рубен
- Reynold — Рейнольд
- Reynard — Рейнард
- Rhoda — Рода
- Rice — Райс
- Richard — Річард
- Rick — Рік
- Rita — Ріта
- Robbie — Роббі
- Robert — Роберт
- Roberta — Роберта
- Robyn — Робін
- Roderick — Родерік
- Rodger, Roger — Роджер
- Rodney — Родні
- Roland — Роланд
- Rolf — Рольф
- Ronald — Рональд
- Ronny — Ронні
- Rosa — Роза
- Rosalie — Розалія
- Rosalinda — Розалінда
- Rose — Роуз
- Rosemary — Розмарі
- Ross — Росс
- Roxana — Роксана
- Roy — Рой
- Ruben — Рубен
- Ruby — Рубі
- Rudolf — Рудольф
- Rudolph — Рудольф
- Rufus — Руфус
- Rupert — Руперт
- Ruth — Рут

## S
- Sabina — Сабіна
- Sabrina — Сабріна
- Sadie — Седі
- Sally — Саллі
- Samantha — Саманта
- Sam — Сем
- Samuel — Семюел
- Sandra — Сандра
- Sarah — Сара
- Saul — Сол
- Savage — Севідж
- Scarlett — Скарлетт
- Scot — Скот
- Sebastian — Себастьян
- Selena — Селіна
- Serena — Серена
- Seton — Сетон
- Seward — Сьюард
- Shane — Шейн
- Sharon — Шерон
- Shaun, Shawn, Shon — Шон
- Sibilla — Сибілла
- Sidney — Сідні
- Silas — Сайлас
- Silvester — Сильвестер
- Silvia — Сільвія
- Simon — Саймон, Симон
- Sofia — Софія
- Spencer — Спенсер
- Stella — Стелла
- Stephanie — Стефані, Стефанія
- Stephen — Стефен
- Steven — Стівен
- Susan — Сьюзан
- Susanna — Сьюзанна, Сусанна
- Sybilla — Сибілла
- Sydney — Сідні

## T
- Tabitha — Табіта
- Tamsin, Tamsyn — Темзін
- Teddy — Тедді
- Terence — Теренс
- Teresa — Тереза
- Terry — Террі
- Thad — Тед
- Theobald — Теобальд
- Theodora — Теодора
- Theophilus — Теофілус
- Theresa — Тереза
- Thomas — Томас
- Thomasina — Томазіна
- Tiffani, Tiffany — Тіффані
- Timothy — Тімоті
- Tina — Тіна
- Titus — Тит
- Tobias — Тобіас
- Toby — Тобі
- Tom — Том
- Tommy — Томмі
- Toni — Тоні
- Tristan — Трістан
- Trudy — Труді
- Ty — Тай

## U
- Ulrica — Ульріка
- Ulysses — Улісс
- Una — Юна, Уна
- Upton — Аптон
- Ursula — Урсула
- Uriah — Урія

## V
- Valentine — Валентайн, Валентин, Валентина
- Valerie — Валері
- Vanessa — Ванесса
- Vergil — Верджил
- Verity — Вериті
- Vera — Вера
- Veronica — Вероніка
- Victor — Віктор
- Victoria — Вікторія
- Vincent — Вінцент
- Viola — Віола
- Virgil — Вірджил
- Virginia — Вірджинія
- Vivian — Вів'єн
- Vivien — Вів'єн

## W
- Waddell — Водделл
- Walker — Вокер
- Wally — Воллі
- Walt — Волт
- Walter — Волтер
- Wanda — Ванда
- Wayne — Вейн
- Webb — Вебб
- Wenda — Венда
- Wendy — Венді
- Whit — Віт
- Whitney — Вітні
- Wilbert — Вілберт
- Wilfred — Вілфред
- Wilfrid — Вілфрід (ж)
- Wilhelmina — Вільгельміна
- Willa — Вілла
- Willi, Willy — Віллі
- William — Вільям
- Winfred — Вінфред
- Winifred — Вініфред (ж)
- Winnie — Вінні
- Winston — Вінстон
- Woodrow — Вудро
- Woody — Вуді
- Wynfrid — Вінфрід
- Wynne — Вінн

## X
- Xavier — Ксав'єр

## Y
- Yolanda — Йоланда
- Young — Янґ

- Yulia — Юлія
- Yustyna- Юстина

## Z
- Zachary — Захарій
- Zoe — Зоя